# Učna pot po gozdovih Bistre
Učna pot Po gozdovih Bistre je približno 2000 metrov dolga naravoslovna učna pot, ki želi obiskovalce gozda seznaniti z različnimi drevesnimi vrstami, razvojem in z gospodarjenjem v gozdu. Učna pot je speljana nad samostanskim kompleksom v Bistri. Učno pot sta pripravila gozdarski oddelek Tehniškega muzeja Slovenije v gradu Bistra in Gozdno gospodarstvo Ljubljana, gozdni obrat Vrhnika. 

## Potek poti

### Pogled izpred stražnega stolpa
Iz obzidja nekdanjega samostana Bistra je obsežen razgled na Ljubljansko Barje in grajsko poslopje. Začetki gradu Bistra segajo v leto 1255 do 1260. Tukaj sta koroški vojvoda Bernard in njegov sin Ulrik ustanovila kartuzijo, s katero so upravljali več kot 500 let, do leta 1782, ko je avstrijski cesar Jožef II. samostan razpustil. Samostansko posest je prevzel verski sklad (Religionsfond), leta 1826 pa jo je kupil trgovec in tovarnar Franc Galle in grad prezidal. Današnja oblika gradu je iz začetka 19. stoletja. Rodbina Galle je bila lastnik do konca druge svetovne vojne, ko je grad postal družbena lastnina. Tehniški muzej Slovenije je lastnik od leta 1951 dalje.

### Gozdna tla
Tukaj se nahaja izkopan prerez gozdnih tal. Iz prereza so razvidne plasti kot so : stelja, humus, plast zemlje - mineralne sestave (ilovica, pesek, glina). Naziv tal je srednje globoka, slabo izprana humozna rjava tla. V tleh se nahajajo mnoga živa bitja: deževniki, krti, miši, stonoge in drugi mikroorganizmi.

### Smrekov gozd
Ob poti leži skoraj sto let star smrekov gozd, ki je bil umetno zasajen zaradi uporabnosti in vrednosti tovrstnega lesa. Smreke so več kot 40 m visoke in imajo plitve korenine. Kasneje so se sama zasejala tudi druga drevesa kot jelka, bukev, lipa, veliki jesen, gorski javor, češnja in gorski brest.

### Pomlajevanje in nega gozda
Pomlajevanje gozda je lahko naravno z naletavanjem semenja iz dreves v gozdu ali umetno s saditvijo ali setvijo. Sadike vzgojijo v drevesnicah. Na poseki pod učno potjo se je naravno zasejala bukev, ki jo je potrebno razredčiti. S pravilnim ukrepanjem gozdarji vplivajo na vrsto in obliko bodočega gozda.

### Razlikovanje drevesnih vrst
Ob učni poti lahko spoznavamo različne vrste dreves po njihovih značilnostih: obliki listov, lubja in po rasti.

### Železnica Ljubljana - Trst
Skozi gozd po katerem poteka učna pot, je speljana tudi železniška proga Ljubljana-Trst. Zgodovinsko je to odsek južne železnice Dunaj-Trst, ki so jo pričeli graditi leta 1851 in predali prometu julija 1857. Progo učna pot prečka dvakrat: skozi podhod proti Borovnici in podvoz proti Verdu.

### Ruska pot
Pot nekaj časa poteka po delu ceste, ki so jo gradili ruski ujetniki med prvo svetovno vojno. Služila je spravilu leza za parno žago, ki se je nahajala ob gradu Bistra. V tistem obdobju je tukaj rasel bukov gozd.

### Južno obrobje Ljubljanskega Barja
Učna pot poteka med Bistro in Borovnico ob robu Ljubljanskega Barja predvsem po travnikih, saj za njive zemlja ni preveč primerna. Pot prečka tudi potok Borovniščico, pritok Ljubljanice.

### Zelena duglazija
Skupina zelenih duglazij (Pseuditsuga douglasii) je bila ob učni poti zasajena leta 1906. Lastnik Galle je sadike dobil iz Severne Amerike.

### Škoda zaradi divjadi
Ob učni poti je mogoče videti tudi od parkljaste divjadi poškodovano lubje, objedene poganjke in vršičke. Škoda je povzročena predvsem na mladem drevju, kar lahko povzroči tudi napad tudi drugih škodljivcev in celo propad drevja. Prikazan je način zaščite drevja (ograje, premazi in podobno).

### Gozdna cesta in skladišče lesa
Del učne poti poteka tudi po gozdni cesti imenovani pod Kamnico, ki je bila zgrajena leta 1970. Služila je spravilu lesa in se je izognila prečkanju železniške proge. Na njej je obračališče in prostor za začasno skladiščenje lesa preden ga odpeljejo s tovornjaki. Do tukaj les spravljajo po gozdnih vlakah.

### Ptice v gozdu
V gozdu ob učni poti živijo: velika sinica, plavček, menišček, čopasta sinica, brglez, škorec, vijeglavka, žolne, sove in ujede (kanja, postovka in druge).

### Kraški pojavi
Gozd, skozi katerega poteka učna pot, leži ob robu kraške planote med Borovnico in Vrhniko, zato lahko ob poti opazimo tudi kraške pojave kot so: skalovitost, kraške jame in vrtače, povsem ob robu Ljubljanskega Barja pa kraške izvire (potok Ljubija in številni izviru ob gradu Bistra).

### Razgled po Ljubljanskem Barju
Iz najvišjega dela učne poti se razprostira pogled na Ljubljansko Barje, ob lepem vremenu pa tudi na gorske verige, ki obkrožajo Ljubljansko kotlino. Sedanjo podobo je Barje dobilo šele v zadnjih dvesto letih, ko ga je začel človek s svojimi posegi preoblikovati v kmetijska zemljišča. Iz razgledišča se vidi tudi nekatere osamelce (Blatno Brezovico, Bevke in Kostajnico ter najvišjega Plešivico).

### Ob učni poti je mogoče opazovati še:
- lipov letvenjak - na poseki so se sami zasejali listavci
- bukovo goščo - s presvetlitvijo starega sestoja se je zarastla bukev
- drvarsko kočo - koča je bila prestavljena iz Gregorjevca pod Mošenjsko planino na Jelovici, v njen so ohranjene podrobnosti iz življenja gozdnih delavcev
- divjad v gozdu in
- gavge - kamnit zid, na katerem naj bi po izročilu stale vislice - gavge - za izvrševanje kazni nad tlačani.